# 磁窑站
磁窑站，位于中华人民共和国山东省泰安市宁阳县磁窑镇，是京沪铁路、磁莱铁路上的火车站，建于1908年，由中国铁路济南局集团兖州车务段管辖。

## 歷史
- 建于1908年。

## 車站周邊
- 中国电信车站街营业厅
- 中国移动金科店
- EMS全球邮政特快专递磁窑速递站
- 中国移动宏科店
- 宁阳第二中学

## 外部連結
- 中国铁路客户服务中心 （页面存档备份，存于）